# Seleção Chinesa de Futebol
A Seleção Chinesa de Futebol representa a China nas competições de futebol da FIFA.

## História

### 1924–1978
A Associação de Futebol da China foi oficialmente fundada em 1924 e afiliou-se à FIFA em 1931. China, sob a recém-criada República Popular da China, jogou sua primeira partida em 4 de agosto de 1952 contra a Finlândia, sendo este país um dos primeiros a ter relações diplomáticas com os chineses.
Por aproximadamente trinta anos, a seleção praticamente só fez amistosos contra nações que reconheciam o país, como Albânia, Birmânia, Cambodja, Guiné, Hungria, Mongólia, Coreia do Norte, Vietnã do Norte, Paquistão, Sudão, a União Soviética, e a República Árabe Unida. Mesmo assim, os chineses se classificaram para as Olimpíadas de 1956, após Filipinas desistir do play-off, mas a equipe desistiu do torneio antes de seu início. A China também participou das Eliminatórias da Copa do Mundo FIFA de 1958, perdendo para a Indonésia no saldo de gols.

### 1978–2002
Durante o fim dos anos 80, a popularidade do futebol começou a aumentar no país a partir da introdução da televisão nos lares chineses. Antes, os esportes mais populares eram o badminton e o tênis de mesa.
Nessa década, a seleção chinesa participou das Eliminatórias da Copa do Mundo de 1982, mas perdeu um jogo de play-off para a Nova Zelândia. Durante as Eliminatórias da Copa do Mundo de 1986, o grupo chinês enfrentou Hong Kong em casa na última partida da primeira fase e precisando de um empate para avançar. Entretanto, Hong Kong ganhou por 2x1, o que provocou protestos por parte dos torcedores chineses. A China disputou as Olimpíadas de 1988, ficando na primeira fase com duas derrotas, um empate e nenhum gol marcado, terminando na 14º posição de 16 participantes.
Nas Eliminatórias da Copa do Mundo de 1990, a China chegou à última fase de qualificação, mas perderam para o Catar na última partida do grupo. Nas Eliminatórias da Copa do Mundo de 1994, a equipe não conseguiu chegar à última fase, ficando em segundo lugar no grupo, atrás do Iraque. A seleção estava quase conseguindo a classificação para a Copa nas Eliminatórias da Copa do Mundo de 1998, mas perdeu partidas importantes em casa para o Catar e Irã.
Em 26 de janeiro de 2000, a China ganhou de Guam por 19x0 durante as Eliminatórias da Copa da Ásia de 2000 e estabeleceu o recorde de vitória por maior diferença de gols em uma partida de futebol. No entanto, o recorde foi quebrado pelo Kuwait dias depois.
Em 7 de outubro de 2001, a seleção chinesa, sob o comando de Bora Milutinović, se classificou para a Copa do Mundo de 2002 pela primeira vez em sua história. A campanha no mundial, porém, foi fraca: sem marcar nenhum gol, os chineses foram eliminados na primeira fase após perderem para o Brasil por 4x0, para a Costa Rica por 2x0 e para a Turquia por 3x0, terminando em 31º lugar na classificação geral.

### 2002–2009

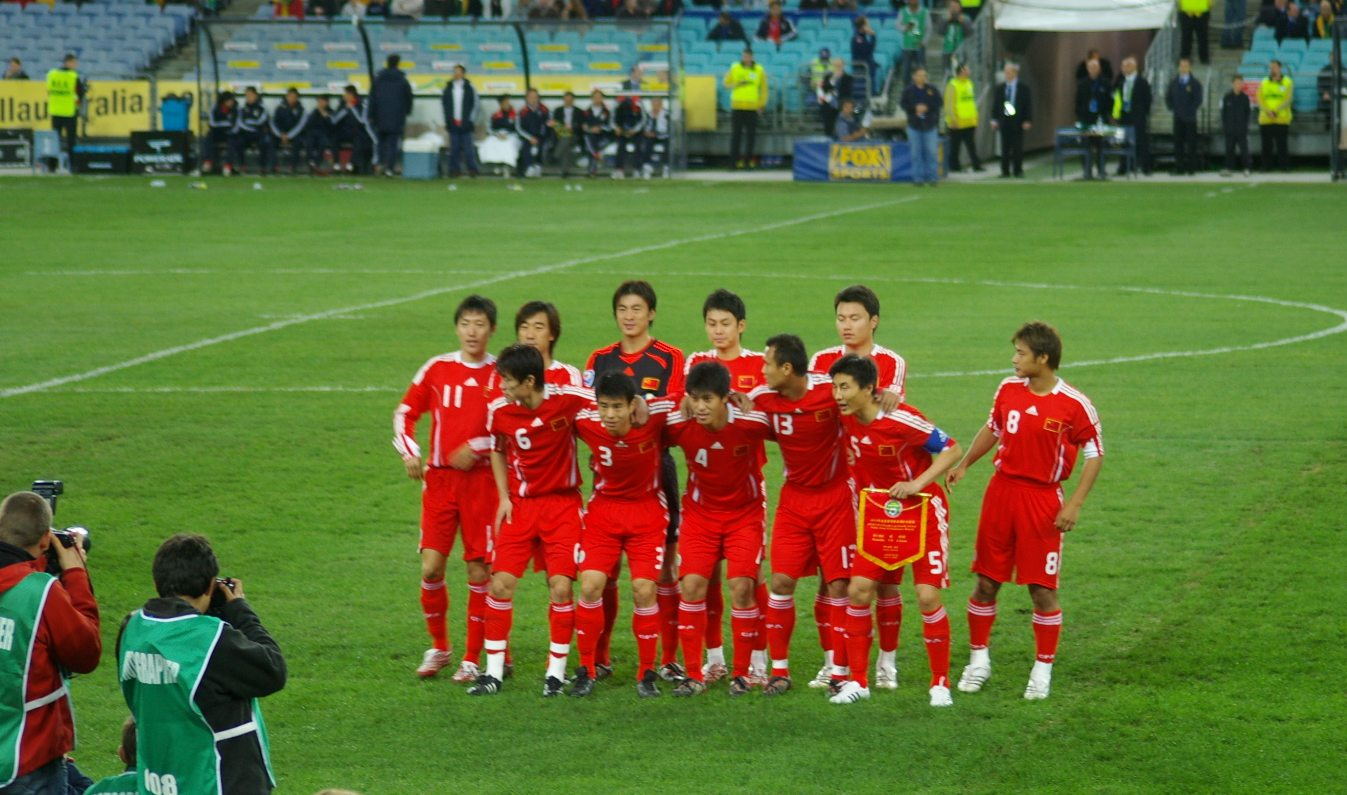
China posando para a foto antes do jogo contra a Austrália pelas Eliminatórias da Copa de 2010.

Em novembro de 2004, a equipe não conseguiu avançar fase preliminar nas Eliminatórias da Copa do Mundo de 2006, perdendo para o Kuwait no saldo de gols. O técnico Arie Haan foi substituído por Zhu Guanghu ao final dos jogos eliminatórios.
Em agosto de 2005, a China ganhou a Copa do Leste Asiático, seu primeiro título internacional, após empatar em 1x1 com a Coreia do Sul, com o Japão por 2x2 e ganhar por 2x0 da Coreia do Norte.
Durante a Copa da Ásia de 2007, o time disputou três partidas e ficou na primeira fase, com uma vitória sobre a Malásia, um empate com o Irã e perdendo para o Uzbequistão. A performance da equipe gerou inúmeras críticas em comunidades online, culpando o técnico, os jogadores e até a federação chinesa. Zhu foi substituído por Vladimir Petrović depois dos resultados fracos. Alguns disseram que o uso demasiado de técnicos estrangeiros na China causou o baixo desempenho dos técnicos locais.
Em junho de 2008, a China falhou em conseguir a classificação para a Copa de 2010, após perder para Catar e Irã em casa. A participação nas Olimpíadas de 2008, em casa, foi ruim: empate com a Nova Zelândia e derrota para Bélgica e Brasil, marcando apenas um gol. Depois das olimpíadas, Petrović foi demitido e Yin Tiesheng foi anunciado como técnico interino.

### Era Gao Hongbo
Em abril de 2009, Gao Hongbo foi escolhido como novo técnico. Sua chegada mostrou uma China com estratégia diferente, buscando um jogo mais tático, com passes no chão e adotando a formação no 4-2-3-1. Foi notado que os jogadores chineses usaram demais os lançamentos por quase uma década. Wei Di, o chefe da federação chinesa, disse que "Em qualquer momento, na vitória ou na derrota, eles devem mostrar seus espíritos de equipe e coragem. Espero que, depois de um esforço de um ano, a seleção possa dar ao público uma nova imagem de si mesma."
Sob a direção de Gao, China empatou seu primeiro jogo contra a Alemanha por 1x1 em maio de 2009. Depois, conseguiu 13 pontos nas Eliminatórias para a Copa da Ásia de 2011 e se classificou para o torneio. Em 2010, o time conquistou resultados surpreendentes, ainda que em amistosos: ganhou da França por 1x0 e empatou em 1x1 com o Paraguai. No mesmo ano, a China foi novamente campeã da Copa do Leste Asiático, com duas vitórias e um empate. Isso levou aos torcedores esperarem um bom resultado na Copa da Ásia do ano seguinte. Entretanto, os chineses foram eliminados ainda na fase de grupos, causando o descontentamento dos fãs, o que possivelmente levou à demissão de Gao como técnico, apesar de sua porcentagem de vitórias ser de 65%.
A corrupção continuou como o maior problema do futebol chinês e em 2010, Wei admitiu que "O futebol chinês se degradou para um nível intolerável. Ele machucou os sentimentos dos fãs e do povo chinês como um todo." Ele também disse que estava confiante em ajudar para que o futebol masculino e feminino volte a ficar entre os líderes da Ásia e, posteriormente, do mundo. Wei apontou os seis maiores problemas que causaram a grande queda do futebol da China nos anos que se passaram, enquanto dizia que o conjunto declinante na escolha de jovens jogadores era um grande problema junto com a debilidade das ligas profissionais, afetadas pelos escândalos de combinação de resultados.

### 2011–2014
Em agosto de 2011, José Antonio Camacho foi escolhido como novo treinador, assinando por três anos e recebendo um salário anual de $8 milhões. Wei Di explicou a decisão como sendo parte de um plano a longo prazo para ajudar o país a se equiparar ao nível de Japão e Coreia do Sul. Ele notou que, "Comparado com nossos vizinhos Japão e Coreia do Sul, o futebol chinês está ficando para trás, e nós temos que trabalhar com uma visão a longo prazo e começar a se equiparar com uma abordagem pragmática. Muitos de nossos fãs esperam que a China se classifique para a copa de 2014 no Brasil. Eles estão com medo de que mudar de técnico no último momento possa causar um efeito ruim nas possibilidades do time. Eu entendo totalmente isso, mas nós não temos tempo para ser desperdiçado."
Yu Hongchen, o vice-presidente do Centro Administrativo Chinês de Futebol, também deixou claro, "As eliminatórias para a copa de 2014 é apenas um tarefa temporária para ele. Mesmo que falhe na tarefa, Camacho não vai perder seu emprego. Quando nós começamos a procurar um novo técnico para a seleção, no focamos principalmente em países europeus como Alemanha, Holanda e Espanha. Primeiro, eles têm conceitos de futebol avançados; segundo, eles têm categorias de base produtivas, nas quais podemos aprender algo. Nós esperamos que ele possa nos ajudar a encontrar um estilo adequado."
Mesmo assim, a China não conseguiu se classificar para a Copa de 2014, depois de terminar na terceira posição em seu grupo, na terceira fase de qualificação, com três vitórias e três derrotas.
Em junho de 2012, durante um amistoso contra a Espanha, muitos especialistas e conhecedores esperavam que a Espanha passasse por cima da equipe chinesa. No entanto, críticas vieram após o jogo se manter empatado em 0x0 até os 39 minutos do segundo tempo, quando um gol de David Silva deu a vitória à Espanha. Mesmo com a derrota, a performance chinesa foi muito bem encarada pela mídia. Mas a decepção viria logo quando, dois meses depois, quando a China enfrentou a Suécia em um amistoso, perdendo de apenas 1x0 com o único gol vindo nos acréscimos do segundo tempo. Em setembro de 2012, Camacho dirigiu um time jovem contra o Brasil, perdendo de 8x0, sendo a pior derrota da equipe em toda a sua história. Por conta disso, o time teve sua pior posição no ranking da FIFA na história (109º).
No ano de 2013, um jogador que atua no futebol brasileiro é convocado pela primeira vez para a seleção chinesa. Chen Zhizhao (conhecido no Brasil como Zizao), atacante do Corinthians, mesmo sem muitas aparições pelo time, foi chamado para o amistoso contra o Iraque.
Depois de uma campanha decepcionante nas Eliminatórias da Copa do Mundo de 2014, Camacho ainda dirigiu o time durante o começo das Eliminatórias para a Copa da Ásia de 2015, na qual a China perdeu a primeira partida da fase de grupos por 2x1 para a Arábia Saudita. Em junho de 2013, a equipe chinesa sofreu uma goleada de 5x1 da Tailândia, uma seleção 47 posições abaixo da China no ranking da FIFA. Essa derrota levou à demissão de Camacho depois da pressão midiática, com Fu Bo assumindo interinamente.

### Era Alain Perrin
Em março de 2014, Alain Perrin foi anunciado como novo técnico, continuando com as eliminatórias para a Copa da Ásia. O time conseguiu a classificação como o melhor terceiro colocado. Depois de dez partidas invencibilidade antes do torneio, a China ganhou sua primeira partida na Copa da Ásia por 1x0 contra a Arábia Saudita. Também ganharam as duas partidas seguintes, contra Uzbequistão e Coreia do Norte, por 2x1 em ambas, e qualificando para as fases finais pela primeira vez em onze anos. Porém, o time foi eliminado nas quartas-de-final ao perder por 2x0 para a Austrália.

### Rápida passagem de Fabio Cannavaro
Em março de 2019, o lendário zagueiro italiano Fabio Cannavaro foi anunciado como técnico da China. O técnico dividia o trabalho na seleção nacional com o Guangzhou Evergrande e em abril do mesmo ano decidiu manter-se apenas como técnico do clube de Cantão, deixando o cargo na seleção chinesa.

### Retorno de Perrin
Em 24 de maio de 2019, Alain Perrin foi anunciado novamente como técnico. Nessa época surgiu uma tendência de naturalizar jogadores nascidos em outros países para fortalecer a seleção. O volante nascido inglês Li Ke (antes Nico Yennaris) e o atacante brasileiro Ai Kesen (antes Elkeson) obtiveram cidadania chinesa em 2019 e passaram a ser elegíveis para convocações. Ai Kesen é o nonagésimo jogador nascido no Brasil a jogar por outra seleção na história.
Durante as eliminatórias asiáticas de 2022 com Alain Perrin a China alcançou alguns resultados expressivos como 5-0 contra as Maldivas (com dois gols de Ai Kesen) e 7-0 contra Guam, no entanto o técnico acabou demitido novamente após um empate sem gols com Filipinas e uma derrota por 2-1 para a Síria.

### Era Li Tie
Em 2 de janeiro de 2020, o então auxiliar Li Tie foi anunciado como novo técnico da seleção chinesa.

## Uniformes
O uniforme tradicional da China é todo vermelho com detalhes em branco ou amarelo, enquanto o reserva é o seu oposto, todo branco com detalhes em vermelho. Durante a Copa da Ásia de 1996, o time usou um terceiro uniforme todo azul com detalhes em branco durante a partida contra a Arábia Saudita. A equipe também começou a usar uniformes que ajudavam a resfriar a temperatura ao jogar em climas mais quentes. Depois de décadas usando a produção da Adidas, os uniformes da China começaram a ser fabricados pela Nike em 2015.
| Material esportivo | Período       |
| ------------------ | ------------- |
| Adidas             | 1984–2014     |
| Nike               | 2015–presente |

### First kits
| 1991-92      | Copa da Ásia de 1992 | 1998-1999 | 2000-2001 | 2001–02 | 2008–09       | 2009–11 | 2012–13 | 2014 |
| Jan–Ago 2015 | Sep 2015–2016        | 2016–18   | 2018–20   | 2018–20 | 2020–presente |         |         |      |

### Second kits
| 2002–04      | 2008–10       | 2010–11 | 2012–13 | 2014          | Jan–Mar 2015 |
| Jun–Ago 2015 | Sep 2015–2016 | 2016–18 | 2019–20 | 2020–presente |              |

### Uniformes dos goleiros
- Camisa cinza, calção e meiões cinzas;
- Camisa ciano, calção e meiões cianos;
- Camisa verde, calção e meiões verdes.

| 1 | 2 | 3 |

## Títulos
- Copa do Leste Asiático: 2005 e 2010

## Campanhas destacadas
- Copa do Mundo
  - 31º lugar - 2002
- Jogos Olímpicos
  - 14º lugar - 1988
- Copa da Ásia
  - 2º lugar - 1984, 2004
  - 3º lugar - 1976, 1992
  - 4º lugar - 1988, 2000
- Universíada
  - medalha de bronze - 1985